# Ed Sullivan
Edward Vincent Sullivan (28 tháng 9 năm 1901 - 13 tháng 10 năm 1974) là một nhân vật truyền hình, phóng viên thể thao và giải trí người Mỹ, và người viết thông tin chuyên mục lâu năm cho báo New York Daily News. Ông chủ yếu được nhớ đến như là người xây dựng và dẫn chương trình truyền hình tạp kỹ The Toast of the Town, sau này đổi tên thành The Ed Sullivan Show. Phát sóng trong 23 năm liên tục từ năm 1948 tới năm 1971, chương trình đã thiết lập một kỷ lục là chương trình tạp kỹ dài nhất trong lịch sử phát sóng của nước Mỹ. "Chương trình đó, xét trên tất cả các tiêu chí, là chương trình truyền hình lớn nhất cuối cùng," nhà phê bình truyền hình David Hinckley tuyên bố. "Đó là một trong những ký ức trìu mến nhất, thân yêu nhất về văn hóa nhạc pop của chúng ta."
Sullivan là người tiên phong phát sóng ở nhiều cấp độ trong giai đoạn trứng nước của truyền hình. Như nhà phê bình truyền hình David Bianculli đã viết: "Trước khi có MTV, Sullivan giới thiệu các ban nhạc rock. Trước khi có  Bravo,  giới thiệu các ban nhạc jazz, nhạc cổ điển và các vở diễn sân khấu.Trước khi có Comedy Channel, thậm chí trước khi có the Tonight Show, Sullivan phát hiện, giới thiệu và phổ biến đến công chúng các diễn viên hài trẻ. Trước khi có 500 kênh, trước khi có truyền hình cáp, Ed Sullivan là lựa chọn duy nhất. Ngay từ đầu, ông đã là 'the Toast of the Town'." In 1996 Sullivan được xếp thứ 50 trên danh sách "50 ngôi sao truyền hình vĩ đại nhất mọi thời đại" của TV Guide.